# Campichoeta spinicauda
Campichoeta spinicauda är en tvåvingeart som beskrevs av Papp 2005. Campichoeta spinicauda ingår i släktet Campichoeta och familjen sumpskogsflugor.
Artens utbredningsområde är Taiwan. Inga underarter finns listade i Catalogue of Life.